# (15870) Obůrka
(15870) Obůrka est un astéroïde de la ceinture principale.

## Description
(15870) Oburka est un astéroïde de la ceinture principale. Il fut découvert le 16 août 1996 à l'observatoire d'Ondřejov par Petr Pravec. Il présente une orbite caractérisée par un demi-grand axe de 2,64 UA, une excentricité de 0,17 et une inclinaison de 11,4° par rapport à l'écliptique.

## Compléments